# Damernas 1 000 meter i hastighetsåkning på skridskor vid olympiska vinterspelen 1968
Damernas 1 000 meter i skridskor vid de olympiska vinterspelen 1968 avgjordes den 11 februari 1968 på Anneau de Vitesse i Grenoble. Loppet vanns av Carry Geijssen från Nederländerna.
29 deltagare från 13 nationer deltog i tävlingen.

## Rekord
Gällande världsrekord och olympiska rekord före Vinter-OS 1968:
| Världsrekord     | Lidija Skoblikova (URS) | 1:31,8 | Karuizawa, Japan     | 22 februari 1963 |
| Olympiskt rekord | Lidija Skoblikova (URS) | 1:33,2 | Innsbruck, Österrike | 1 februari 1964  |

Följande nya världsrekord och olympiska rekord blev satta under tävlingen.
| Datum       | Idrottare       | Nation        | Tid    | OR | VR |
| ----------- | --------------- | ------------- | ------ | -- | -- |
| 11 februari | Ljudmila Titova | Sovjetunionen | 1:32,9 | OR |    |
| 11 februari | Carry Geijssen  | Nederländerna | 1:32,6 | OR |    |

## Medaljörer
| Gren       | Guld                         | Guld        | Silver                        | Silver | Brons            | Brons  |
| 1000 meter | Carry Geijssen Nederländerna | 1:32,6 (OR) | Ljudmila Titova Sovjetunionen | 1:32,9 | Dianne Holum USA | 1:33,4 |

## Resultat
| Placering | Idrottare                    | Nation         | Tid    | Noteringar |
| --------- | ---------------------------- | -------------- | ------ | ---------- |
| 1         | Carry Geijssen               | Nederländerna  | 1:32,6 | (OR)       |
| 2         | Ljudmila Titova              | Sovjetunionen  | 1:32,9 |            |
| 3         | Dianne Holum                 | USA            | 1:33,4 |            |
| 4         | Kaija Mustonen               | Finland        | 1:33,6 |            |
| 5         | Irina Jegorova               | Sovjetunionen  | 1:34,4 |            |
| 6         | Sigrid Sundby                | Norge          | 1:34,6 |            |
| 7         | Jeanne Ashworth              | USA            | 1:34,7 |            |
| 8         | Kaija-Liisa Keskivitikka     | Finland        | 1:34,8 |            |
| 9         | Kirsti Biermann              | Norge          | 1:35,0 |            |
| 10        | Stien Kaiser                 | Nederländerna  | 1:35,2 |            |
| 11        | Lāsma Kauniste               | Sovjetunionen  | 1:35,3 |            |
| 12        | Ruth Budzisch-Schleiermacher | Östtyskland    | 1:35,6 |            |
| 13        | Lisbeth Berg                 | Norge          | 1:36,8 |            |
| 13        | Ellie van den Brom           | Nederländerna  | 1:36,8 |            |
| 15        | Christina Lindblom-Scherling | Sverige        | 1:36,9 |            |
| 16        | Hildegard Sellhuber          | Västtyskland   | 1:37,2 |            |
| 17        | Martine Ivangine             | Frankrike      | 1:37,4 |            |
| 17        | Evi Sappl                    | Västtyskland   | 1:37,4 |            |
| 19        | Ylva Hedlund                 | Sverige        | 1:37,5 |            |
| 20        | Doreen McCannell             | Kanada         | 1:37,6 |            |
| 21        | Marcia Parsons               | Kanada         | 1:37,7 |            |
| 22        | Arja Kantola                 | Finland        | 1:37,9 |            |
| 23        | Jenny Fish                   | USA            | 1:38,4 |            |
| 24        | Marie-Louise Perrenoud       | Frankrike      | 1:39,3 |            |
| 25        | Misae Takeda                 | Japan          | 1:40,4 |            |
| 26        | Sachiko Saito                | Japan          | 1:41,0 |            |
| 27        | Wendy Thompson               | Kanada         | 1:41,1 |            |
| 28        | Patricia Demartini           | Frankrike      | 1:44,6 |            |
| 29        | Patricia Tipper              | Storbritannien | 1:46,5 |            |